# Once Again
Once Again är John Legends andra album. Det släpptes i oktober 2006.
Låten "Heaven" gav Legend en Grammy för Best Male R&B Vocal Performance.

## Låtlista
1. "Save Room"
2. "Heaven"
3. "Stereo"
4. "Show Me"
5. "Each Days Gets Better"
6. "P.D.A. (We Just Don't Care)"
7. "Slow Dance"
8. "Again"
9. "Maxine"
10. "Where Did My Baby Go?"
11. "Maxine's Interlude"
12. "Another Again"
13. "Coming Home"